# Willy Benítez
Guillermo Benítez Baigorrotegui (Santiago, 9 de abril de 1946), más conocido por su nombre artístico Willy Benítez, es un actor y comediante chileno.

## Carrera artística
Estudió teatro en la Universidad Católica de Chile entre 1966 y 1969. Junto con su hermano Mario y otros dos amigos, en 1966 fundaron la banda de rock Beat 4, donde fue bajista. El grupo publicó los álbumes Beat 4 (1967), Boots a-go-go (1967), Juegos prohibidos (1967), Había una vez... (1968) y la banda sonora en vivo de la obra El degenéresis (1971).
En 1974 ingresó a la televisión en el programa Pin Pon de TVN, donde era el encargado de realizar efectos visuales sobre un fondo negro. Participó en los programas infantiles Ya somos amigos y La cafetera voladora del mismo canal, donde personificaba al «Buzón Preguntón» (papel antes realizado por Florcita Motuda). También hizo de mimo en el programa Gira Girasol. Posteriormente se integró al elenco de la sección «Afírmese usted compadre» del popular programa Festival de la una, conducido por Enrique Maluenda. Allí fue conocido por el personaje «Juan Gallo», que hacía dupla con «El Tarro» (interpretado por el comediante Palito Show).
En el Festival de Viña del Mar de 1983 irrumpió en el escenario de la Quinta Vergara, mientras se presentaba a Lucía Méndez, interrumpiendo a los presentadores vestido como su personaje «Juan Gallo» y con un tarro en la mano, en protesta por la falta de humor nacional en el certamen. Esto le costó la salida del Festival de la una y ser vetado durante un año por TVN. Tras su salida de pantalla, volvió a Festival de la una, donde se mantuvo hasta el fin del programa en 1988. Luego apareció en los programas De buen humor (1989-1991), presentado por Jorge «Chino» Navarrete, y El chapuzón (1995), presentado por Felipe Camiroaga e Ivette Vergara, ambos de TVN.
En la segunda mitad de la década de 1990 emigró a Canal 13, donde participó en el elenco cómico de Sábado gigante, Na' que ver con Chile (1997-1998), Na' que ver con el Mundial (1998) y Venga conmigo. Posteriormente apareció en dos programas de Chilevisión: Vampiras (2011), miniserie del programa Yingo, y El bar del Bombo y los chistositos, este último liderado por Bombo Fica, a quien comenzó a acompañar en sus espectáculos. Así, Benítez apareció en la película Como Bombo en fiesta (2016), y en la actuación de Fica en el Festival de Viña del Mar 2018, en donde Fica cedió a Benítez la «gaviota de plata» entregada por el público.

## Filmografía

### Cine
- El baile de la Victoria (2009)
- Bareta (2013)
- Como Bombo en fiesta (2016)

### Telenovelas
- Marta a las ocho (1985)
- Champaña (1994)
- Santiago City (1997)
- Vampiras (2011)